# Drumlin

Esquema de um campo de drumlins

Um drumlin (droimnín em irlandês) é uma colina alongada em forma de dorso de baleia formado pela acção dos glaciares. O seu eixo longo é paralelo ao movimento do gelo. Podem ter mais de 45 m (150 pés) de altura e mais de 0,8 km (½ milha) de comprimento e frequentemente estão agrupados por campos de drumlins com formas, tamanho e orientação idênticos. Geralmente têm camadas que indicam que o material foi repetidamente adicionado ao núcleo, que pode ser rochosos ou moreias.
Existem várias teorias da origem exacta dos drumlin repleta de controvérsia entre os geomorfólogos (geólogos e geógrafos). Alguns atribuem-lhes uma formação directa à formação do gelo, enquanto uma teoria propostas desde a década de 1980 por John Shaw e outros que atribuem a sua formação a inundações catastróficas devido à águas que escoava sob o gelo glaciar. Por outro lado, eles pensaram assemelharam-na a uma espécie de dunas no fundo de uma corrente. Também não se percebe porque é que ps drumlins existem apenas em algumas áreas glaciares. Muitas vezes estão associados a moreias.
São comuns em Nova Iorque, na zona baixa do vale do rio Connecticut, Massachusetts orientais, Minnesota, Wisconsin, Sul de Ontário, Polónia, em volta do Lago de Constança nos Alpes, Irlanda, Finlândia e Patagónia (Argentina). Eles são testemunhos da última Idade do Gelo. A Clew Bay na Irlanda é um bom exemplo da paisagem drowned drumlin (drumlins afogados onde os estes formam ilhas no mar, formanto um "cesto de ovos". Típicamente são paralelos uns aos outros e em conjuntos que podem atingir as centenas ou mesmo milhares.
A formação de drumlins foi recentemente observada pela primeira vez na Antárctida no Glaciar Rutford.

Forma ideal de um drumlin
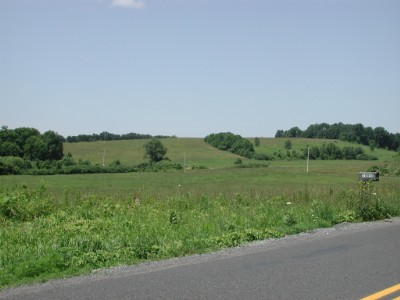
Drumlin em Cato, Nova Iorque
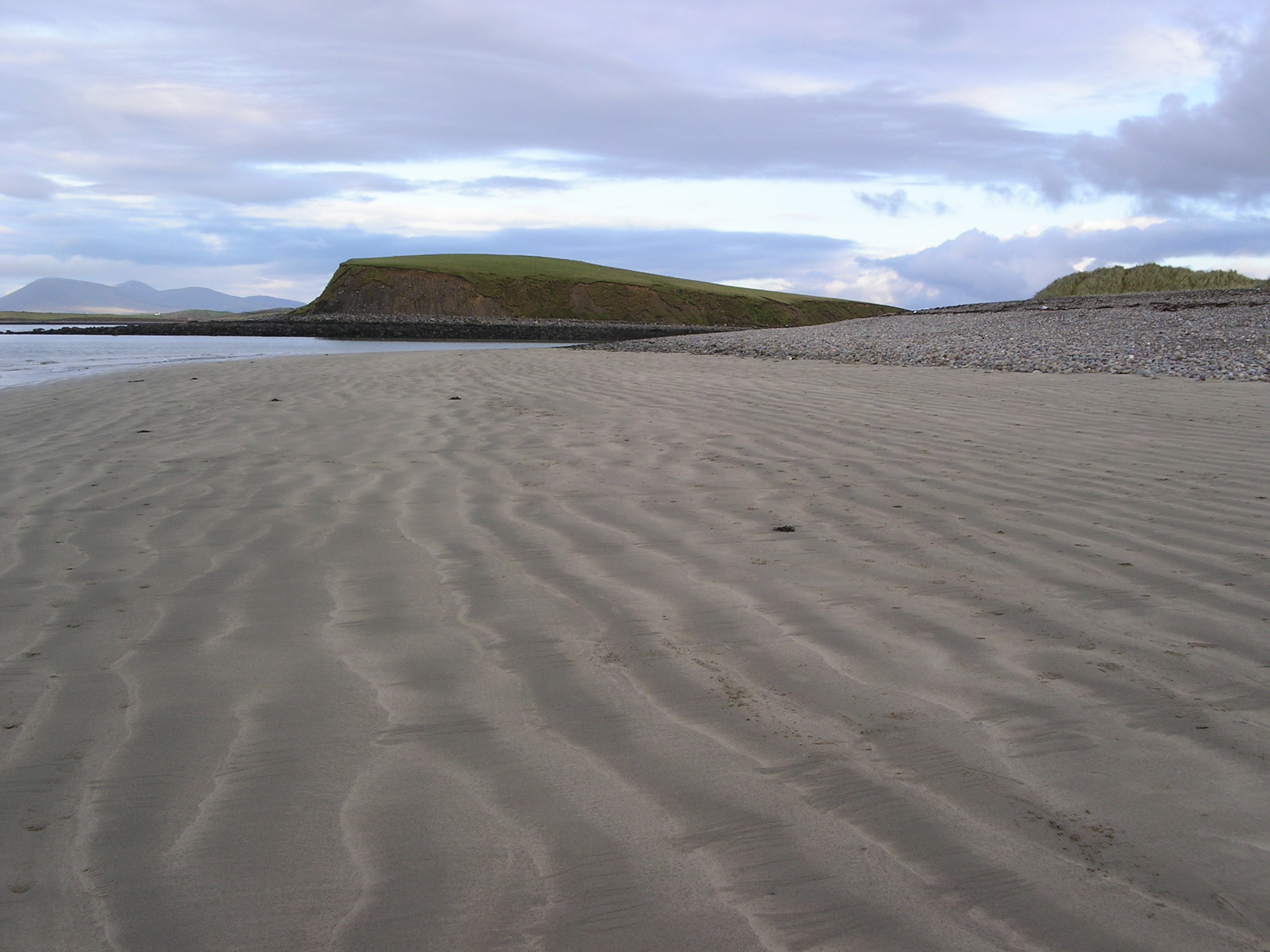
"Drowned drumlin" na Baía de Clew
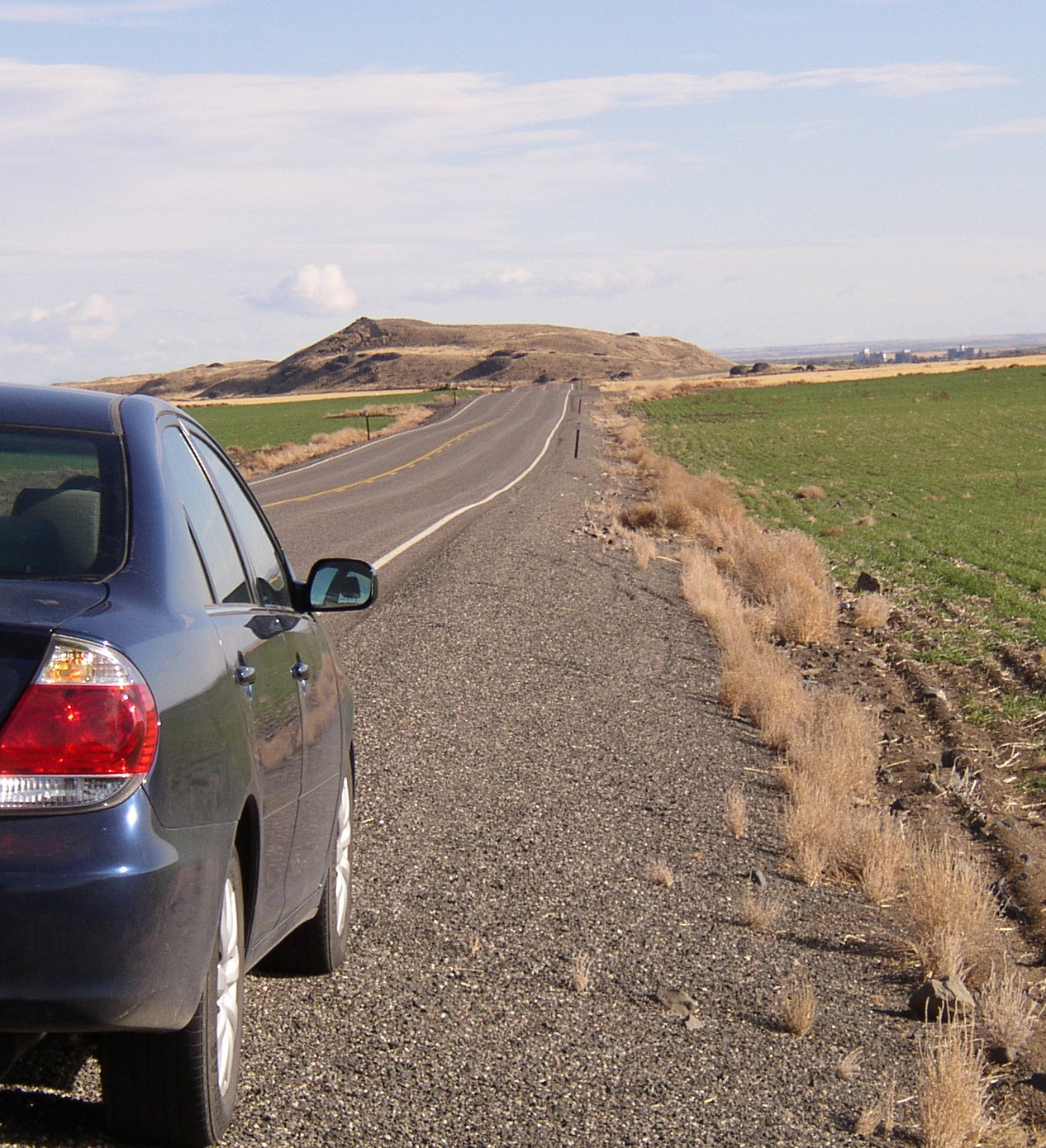
Drumlin at Withrow Moraine and Jameson Lake Drumlin Field National Natural Landmark